# Bangla Desh
«Bangla Desh» — песня Джорджа Харрисона, изданная как благотворительный сингл в поддержку жителей Бангладеш, пострадавших от разрушительного циклона «Бхола». Идея записи благотворительного сингла принадлежала ситаристу и другу Харрисона Рави Шанкару. Затем, для дальнейшего сбора средств, был организован Концерт для Бангладеш — первый крупный благотворительный концерт в истории, на котором Харрисон также исполнил эту песню.
Студийная версия «Bangla Desh» в 1976 году была включена лейблом EMI в компиляционный альбом The Best of George Harrison. Песня «Deep Blue», вышедшая на стороне «Б» сингла, повторно увидела свет лишь в 2006 году как бонусный трек на ремастированной версии альбома Living in the Material World.

## Позиции в чартах
| Чарт (1971)                      | Наивысшая позиция |
| -------------------------------- | ----------------- |
| Swiss Singles Chart              | 2                 |
| Norwegian VG-lista Singles Chart | 3                 |
| Dutch Singles Chart              | 7                 |
| UK Singles Chart                 | 10                |
| Billboard Hot 100                | 23                |
| Japanese Oricon Singles Chart    | 47                |